# Alianen

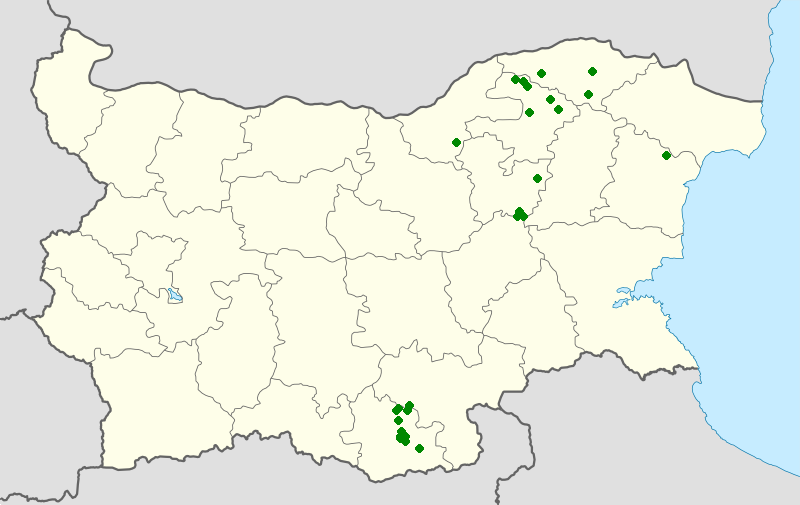
Von Aleviten bewohnte Dörfer in Bulgarien

Die Alianen (bulgarisch Алиани Aliani oder Алевии Alewii) sind eine schiitische Tariqa, ähnlich der der sufistischen Mevlevi, deren Mitglieder in verschiedenen Regionen Bulgariens leben. Da die türkischsprachigen Alianen mit den anatolischen und ost-thrakischen Aleviten bekenntnisverwandt sind und mit ihnen rituelle sowie inhaltliche Gemeinsamkeiten aufweisen, werden sie auch als Aleviten bezeichnet.

## Religion
Die Alianen verehren ʿAlī ibn Abī Tālib, Schwiegersohn und Cousin ersten Grades des Propheten Mohammed, den sie als Emanation Gottes betrachten.
Andere Muslime betrachten Alianen aufgrund ihrer Sichtweise auf Imam Ali als häretisch. Die Gemeinschaft bildet eine sehr geschlossene Gesellschaft und verbirgt ihre Rituale. Die Alianen sind der Mystik zuzuordnen und glauben an eine persönliche Verständigung mit Gott durch einen trancenahen Zustand. Sie praktizieren – im Gegensatz auch zu den meisten anderen Sufi-Gemeinschaften – nicht die traditionellen islamischen Rituale, sondern benutzen unter anderem Kerzen und Wein.

## Geschichte
Die exakte Herkunft der Gemeinschaft ist nicht gesichert, da nur wenige Aufzeichnungen aus der Frühzeit des Ordens erhalten sind, aber gemäß der vorherrschenden Theorie ließen sie sich in Bulgarien nach dem Sieg des osmanischen Sultans Selim I. 1512 über den ersten safawidischen Schah, Ismail I., nieder. Es wird vermutet, dass Alianen Nachkommen der sufischen Meister waren, die während des 15. Jahrhunderts auf den Balkan kamen, um die Moral der osmanischen Soldaten zu erhalten und mitzuhelfen, die unterworfenen Völker ins Reich zu integrieren.

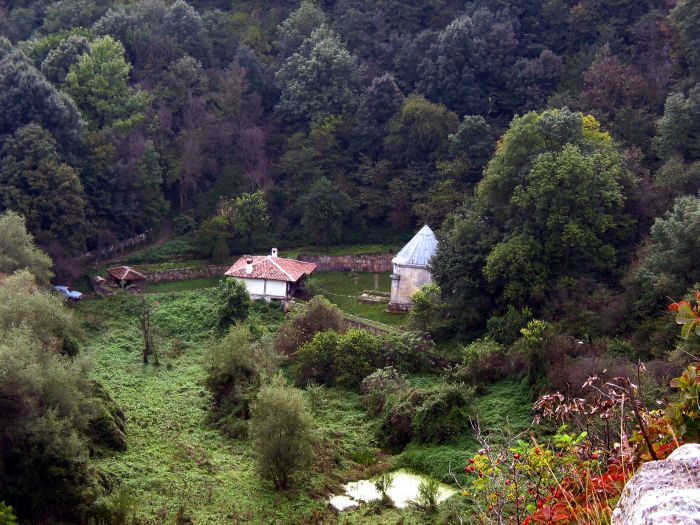
Demir-Baba-Tekke, heiliger Ort der Aleviten

In Bulgarien bewohnen Alianen vornehmlich die Dörfer Jablanowo und Malko Selo in der Provinz Sliwen; Sewar, Ostrowo, Madrewo, Sweschtari, Biserzi und Lawino in der Provinz Rasgrad; Preslawci, Tschernik und Bradwari in Silistrien; sowie Mogilez und Bajatschewo in der Provinz Targowischte.
Die Demir-Baba-Tekke ist seit dem 16. Jahrhundert ein heiliger Ort der Alianen und anderer islamischer Richtungen, da Demir Baba, ein berühmter Derwisch, der im 16. Jahrhundert lebte, hier in Nordostbulgarien begraben ist. Die Tekke Otman Babas, die sich im Dorf Teketo in der Region Haskowo befindet, ist ebenfalls eine heilige Stätte der Alianen.